# 韦兰 (卢瓦尔-谢尔省)
韦兰（法語：Veilleins）是法国卢瓦尔-谢尔省的一个市镇，属于罗莫朗坦朗特奈区（Romorantin-Lanthenay）罗莫朗坦朗特奈北县（Romorantin-Lanthenay-Nord）。该市镇总面积43.26平方公里，2009年时的人口为144人。

## 人口
韦兰人口变化图示